# Macrochiridothea robusta
Macrochiridothea robusta is een pissebed uit de familie Chaetiliidae. De wetenschappelijke naam van de soort is voor het eerst geldig gepubliceerd in 1969 door Bastida & Torti.